# Höhenschlag
Höhenschlag (verkürzt: Schlag) bezeichnet die Verformung eines Rades zu einem Oval.
Bei Fahrrädern zeigt sich das häufig in Form einer verbogenen, verzogenen Felge. In Extremfällen schleift das Rad stellenweise am Schutzblech. Kann das Problem nicht durch Zentrieren, dem Einstellen der Speichenspannung, behoben werden, hilft meist nur ein Ersetzen der Felge oder des ganzen Rades.
Ähnlich dem Höhenschlag gibt es auch einen Seitenschlag, eine seitliche Verformung des Rades.